# Прокол уздечки языка

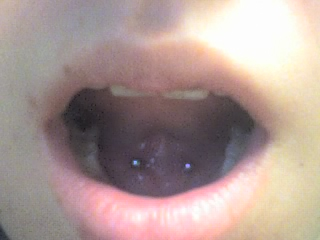
Прокол уздечки языка с украшением-штангой

Прокол уздечки языка (англ. lingual frenulum) — вид орального пирсинга, при котором прокол производится через ткань уздечки, расположенной под языком, для ношения в ней украшения. Процедура прокалывания достаточно проста и производится быстро, однако, в некоторых случаях пирсинг со временем отторгается. Для некоторых людей осуществление этого вида пирсинга невозможно, в связи с особенностями анатомии.

## Обработка
Уход за пирсингом уздечки языка в период заживления несколько сложнее, чем уход за другими видами пирсинга. Это связано с тем, что прокол контактирует со всем, что попадает в полость рта, например, с едой и сигаретным дымом. Этот фактор может привести к раздражению, однако, благодаря высокой степени регенерации тканей полости рта, при качественном уходе прокол заживет быстрее, чем большинство других видов пирсинга.

## Украшение
В качестве украшения для этого вида прокола в равной степени подходят штанги и кольца. Как правило, выбирается украшение малого диаметра, так как прокол делается в месте с небольшим количеством телесных тканей. Ношение большого украшения нежелательно, так как оно может повредить зубы или десны. Данный вид пирсинга весьма популярен среди молодежи.